# Scrivelsby
Scrivelsby – wieś i civil parish w Anglii, w Lincolnshire, w dystrykcie East Lindsey. W 2001 civil parish liczyła 36 mieszkańców. Scrivelsby jest wspomniana w Domesday Book (1086) jako Scriv(v)elesbi.